# Johannes Tschudy
Johannes Tschudy (* 1672; † 1. November 1736 in Basel) war ein Ebenist, Baumeister und Ingenieur aus Basel, der auch in Baden-Durlach und Bern tätig war.

## Leben und Werk
Johannes Tschudy, Sohn eines Bäckers, absolvierte eine Schreinerlehre und liess sich danach zum Ingenieur ausbilden. Seit 1699 kann er in der Region Basel als Ebenist nachgewiesen werden. 1701 kaufte Tschudy das Zunftrecht der Basler Spinnwetternzunft. 1710 wurde er Baumeister und Hofschreiner des Markgrafen von Baden-Durlach. Daneben arbeitete er für die Städte Basel und Bern als Ingenieur und Bausachverständiger.
Die bedeutendste Sammlung seiner Möbel befindet sich im Historischen Museum Basel.

## Einzelnachweis
1. ↑  Beschreibung eines Kabinettschreibtisches um 1730 im Online-Katalog (Seite nicht mehr abrufbar, festgestellt im April 2018. Suche in Webarchiven)  Info: Der Link wurde automatisch als defekt markiert. Bitte prüfe den Link gemäß Anleitung und entferne dann diesen Hinweis.

| Personendaten    | Personendaten     |
| ---------------- | ----------------- |
| NAME             | Tschudy, Johannes |
| KURZBESCHREIBUNG | Schweizer Ebenist |
| GEBURTSDATUM     | 1672              |
| STERBEDATUM      | 1. November 1736  |
| STERBEORT        | Basel             |